# Alfred Dörffel
Alfred Dörffel (* 24. Januar 1821 in Waldenburg (Sachsen); † 22. Januar 1905 in Leipzig) war ein deutscher Pianist, Musikverleger, Herausgeber, Musikkritiker und Bibliothekar.

## Leben
Der Sohn des Fürstlich Schönburgischen Kammerrats August Friedrich Dörffel (1788–1847) und seiner Ehefrau Christiane Charlotte geb. Kröhne erhielt seinen ersten Musikunterricht beim Waldenburger Organisten Johann Adolf Trube. Später nahm er in Leipzig Musikunterricht bei Gottfried Wilhelm Fink, Felix Mendelssohn Bartholdy und Robert Schumann. Er war der Bruder von Ottokar Dörffel, Bürgermeister von Glauchau zur Zeit der Revolution 1848/49 und später in Joinville (Brasilien).
Dörffel war Redakteur bei den Musikverlagen Breitkopf & Härtel und C. F. Peters. Er gab einen Führer durch die musikalische Welt heraus, übersetzte die Instrumentationslehre von Hector Berlioz und bearbeitete mehrere Bände der Gesamtausgabe der Bach-Gesellschaft Leipzig. Er war ein anerkannter Musikkritiker und schrieb für die Neue Zeitschrift für Musik und das Musikalische Wochenblatt. Dörffel gründete eine Bibliothek für musikalische Literatur (u. a. Partituren und musikwissenschaftliche Literatur), die er zunächst privat anlegte, aber der Öffentlichkeit auch gegen eine Leihgebühr zugänglich machte. Die Sammlung bildete den Grundstock für die 1894 eröffnete Musikbibliothek Peters in Leipzig. Er arbeitete auch als Kustos der Musikalienabteilung der Stadtbibliothek Leipzig.
Seit 1842 war Dörffel Mitglied der Leipziger Freimaurerloge Balduin zur Linde und komponierte für die Loge zahlreiche Musikstücke, zumeist zu Texten von Gotthard Oswald Marbach.
Die Universität Leipzig verlieh 1885 an Dörffel die Doktorwürde für Philosophie für seine "Geschichte der Gewandhausconcerte".
Gustav Flügel widmete ihm sein Op. 38 Drei Klavierstücke (1856, Leipzig, Merseburger).
Dörffel war verheiratet mit Charlotte Louise Benigna geb. Trabert, zusammen hatten sie zahlreiche Kinder, deren Nachkommen sich bis heute regelmäßig treffen und im Kröhnescher Familientag e.V. organisiert sind.

## Schriften
- Alfred Dörffel: Festschrift zur hundertjährigen Jubelfeier der Einweihung des Concertsaales im Gewandhause zu Leipzig, 25. November 1781 – 25. November 1881: Statistik der Concerte im Saale des Gewandhauses zu Leipzig, Leipzig 1881 (Digitalisat).
- Alfred Dörffel: Festschrift zur hundertjährigen Jubelfeier der Einweihung des Concertsaales im Gewandhause zu Leipzig: Geschichte der Gewandhausconcerte zu Leipzig vom 29. November 1781 bis 25. November 1881, Leipzig 1884 (Digitalisat).